# Maria Olszewska (śpiewaczka)
Maria Olszewska, Olczewska, właśc.  Marie Berchtenbreitner (ur. 12 sierpnia 1892 w Ludwigsschwaige, zm. 17 maja 1969 w Klagenfurcie) – niemiecka śpiewaczka operowa, kontralt.

## Życiorys
Ukończyła studia wokalne u Karla Erlego w Monachium. Początkowo występowała jako śpiewaczka operetkowa i koncertowa, na scenie operowej zadebiutowała w 1915 roku w Krefeld. W kolejnych latach występowała w Lipsku (1916–1920), Hamburgu (1920–1923) i Wiedniu (1921–1923). Od 1924 do 1932 roku związana była z Covent Garden Theatre w Londynie, gdzie specjalizowała się w rolach wagnerowskich. W latach 1928–1932 występowała też gościnnie w Chicago. W 1933 roku rolą Brangeny w Tristanie i Izoldzie debiutowała na scenie nowojorskiej Metropolitan Opera, z którą pozostała związana do 1935 roku. Od 1951 do 1955 roku występowała w wiedeńskiej Volskoper. W latach 1947–1969 uczyła w wiedeńskiej Akademie für Musik und Darstellende Kunst.
Przez pewien czas była zamężna ze śpiewakiem Emilem Schipperem.